# スルチン (武器)

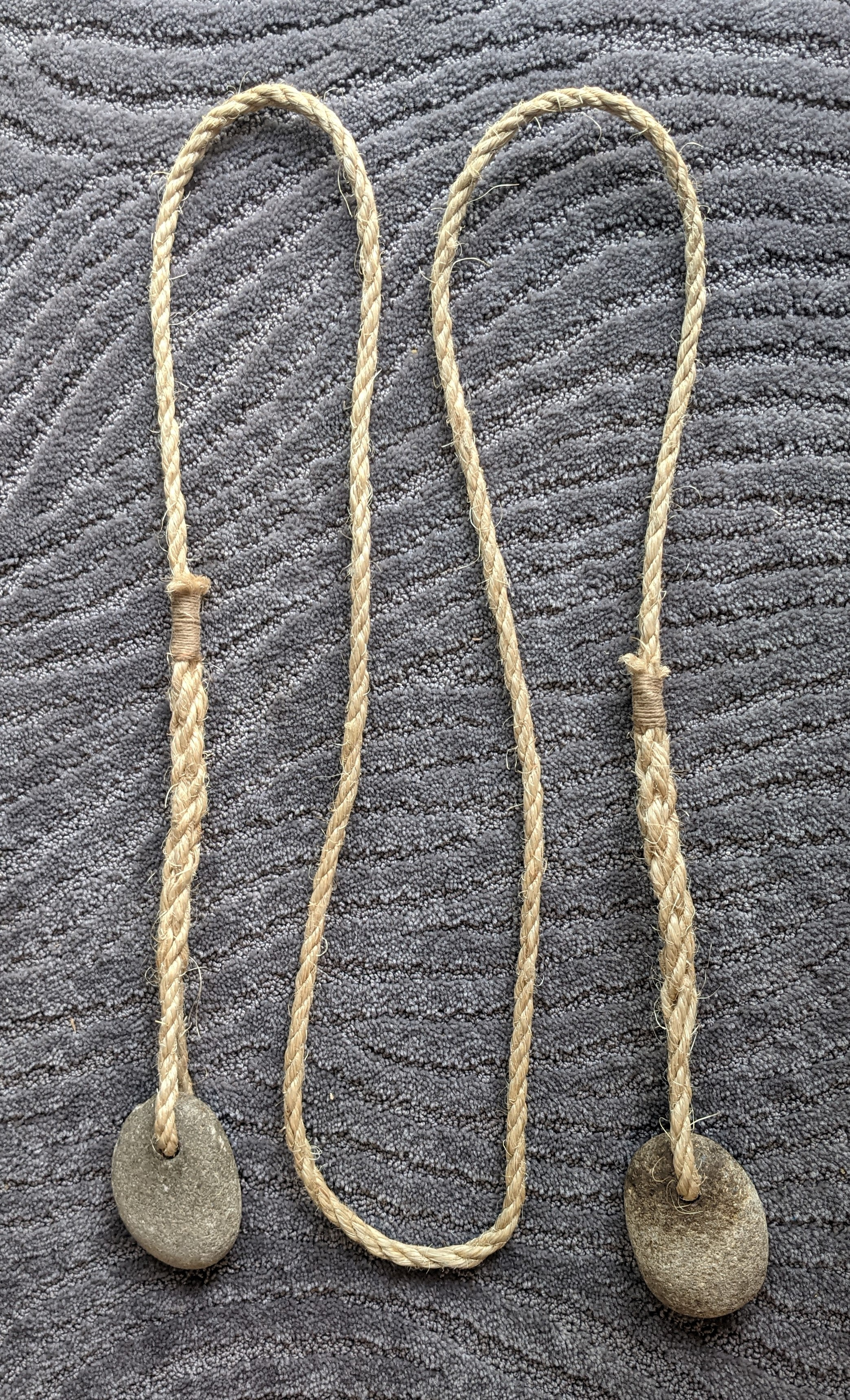
スルチン

スルチンは暗器（隠し武器）の一種。拳の大きさの石に穴をあけ、それに縄（シュロ、スル）を通して結び、縄の両端に2個の石を結びつけて、打ったり、巻きつけたりして、使用し攻防を行う。琉球古武道の武器の一つである。
使い方としては端を掴み振り回す事と、相手に投げた縄を巻き込み、動きを止めて、たたき打ち込む動作が基本である。時には相手にはこの武器の所持が見えにくい。携帯に便利で隠し武器として伝えられた物の一つである。
本来は狩猟用の道具であったのがいつしか武器として利用されてきた。
世界の多くの国々にも同様なものが見られる。種類としては長さの違う、個人に合う長さが基本であり、色々な材質で出来たものがある。

## 流派
スルチンの型については平信賢が編みだした前里のスルチン術の型があり、今日まで伝えられている。その他に知花朝信の弟子の池原某が残した池原のスルチン術の型がある。戦前での有名な使い手は宜野湾(現在の沖縄県宜野湾市）の大里某が知られている。